# مقاطعة باردوبيتسه
مقاطعة باردوبيتسه (بالتشيكية: Okres Pardubice)‏ هي مقاطعة (أوكريس) في إقليم باردوبيتسه في جمهورية التشيك.
عاصمة هذه المقاطعة هي مدينة باردوبيتسه.

## اقرأ أيضاً
- مقاطعات جمهورية التشيك